# Bydgoski Pułk Obrony Terytorialnej
Bydgoski Pułk Obrony Terytorialnej im. Juliana Marchlewskiego – oddział obrony terytorialnej ludowego Wojska Polskiego.
Bydgoski Pułk Obrony Terytorialnej został sformowany na podstawie rozkazu Ministra Obrony Narodowej Nr 010/OTK z dnia 6 maja 1963 roku i zarządzenia Szefa Sztabu Generalnego WP Nr 069/Org. z dnia 6 maja 1963 roku.
Jednostka została zorganizowana w terminie do dnia 30 maja 1963 roku, poza normami wojska, w garnizonie Grudziądz, według etatu pułku OT kategorii „B”.
Minister Obrony Narodowej rozkazem Nr 13/MON z dnia 13 kwietnia 1966 roku nadał pułkowi imię Juliana Marchlewskiego.
W marcu 1989 roku pułk został rozformowany.

## Struktura organizacyjna pułku
- dowództwo i sztab[3].
- 4-6 kompanii piechoty a. 3 plutony piechoty i pluton ckm
- kompania specjalna a. 2 plutony saperów, 2 plutony łączności i 2 plutony chemiczne
- pluton zaopatrzenia